# Hamsayeh-ha
Hamsayeh-ha (Les Voisins) (en persan : همسایه ها) est un roman iranien de Ahmad Mahmoud publié en 1966.

## Résumé
Jeune et révolté, Khaled, d’une ville au sud de l’Iran, passe des longues journées chaudes avec ses parents dans un quartier pauvre et partage son logis avec des voisins qui vivent tous dans une vieille maison.
D’un jeune inexpérimenté, et attiré par le sexe opposé, il suit pas à pas les échelons vers un révolté et un démêlé du combat politique, ce qui le mènera vers l’incarcération dans les années que son pays est enflammé par les évènements de la nationalisation de l’industrie pétrolière dirigée par un grand leader Mohammad Mossadegh et son renversement par opération Ajax menée par CIA et l’Armée iranienne. 